# Tháp Vision
Tháp Vision là một tòa nhà văn phòng cao 60 tầng trong Vịnh Business ở Dubai, Các Tiểu vương quốc Ả Rập Thống nhất. Tòa tháp có tổng chiều cao là 260 mét. Tháp Vision đã khởi công xây dựng vào năm 2006 và được hoàn thành vào năm 2011. Dự án này được phát triển bởi Dubai Properties Group. Nhà thầu chính của dự án là Công ty Al Shafar, LLC. Nhà thiết kế cho tòa tháp Vision là Tvsdesign. Tòa tháp này cao thứ 63 ở Các Tiểu vương quốc Ả Rập Thống nhất nói chung và cao thứ 53 ở Dubai nói riêng. Ở phần bên ngoài của tòa tháp, nó được phủ kính là chủ yếu. Diện tích của nó là 198.120 mét vuông. Ở trong, nó có hơn 650.000 văn phòng để cho thuê. Nó có góc nhìn ra đường Sheik Zayed và Vịnh Business. Phần thiết kế bằng kính uốn cong của tháp với đèn chiếu sáng bên trong là yếu tố đặc trưng và là biểu tượng lâu dài của Tháp Vision.
- Danh sách các tòa nhà cao nhất ở Dubai